# The Faceless
The Faceless ist eine Technical-Death-Metal-Band aus Encino, Kalifornien.

## Geschichte
The Faceless wurde in Encino, Kalifornien von Gitarrist Michael Keene und Bassist Brandon Giffin im Jahre 2004 gegründet. Sie veröffentlichten das Debütalbum Akeldama im Jahre 2006 und gingen mit Bands wie Necrophagist, Decapitated, Nile und The Black Dahlia Murder auf Tournee. Danach verließ Schlagzeuger Brett Batdorf während der Aufnahmen zu Akeldama die Band. Der frühere Schlagzeuger Nick Pierce nahm das Instrumentalstück Akeldama auf. Nach einigen Wechseln der Schlagzeuger entschied sich die Band für Lyle Cooper.
The Faceless veröffentlichten das zweite Album Planetary Duality im November 2008. Das Album stieg auf Platz 119 der Billboard 200 ein.
Im Januar 2009 ging die Gruppe auf Tour durch Nordamerika mit Meshuggah und Cynic; und im Februar 2009 hielt sie eine weitere mit Cannibal Corpse, Neuraxis und Obscura. Im Anschluss folgte eine US-Tournee mit In Flames, Between the Buried and Me, und 3 Inches of Blood. Nachdem sie diese beendet hatten, folgte eine Tour mit Dying Fetus als Co-Headliner. Die Band spielte auf dem Bonecrusher Festival im Frühling 2010 zusammen mit Bands wie The Black Dahlia Murder, 3 Inches of Blood, Necrophobic, Obscura, Carnifex und Ingested. Vor dem Auftritt bei dem California Metalfest IV gab Gründungsmitglied und Bassist Brandon Giffin seinen Rücktritt bekannt. Es wurde außerdem bekanntgegeben, dass The Faceless beim Summer Slaughter Festival 2010 zusammen mit Bands wie Decapitated, All Shall Perish, Decrepit Birth und anderen auftreten werden.
Der Myspace-Seite der Band zufolge soll 2011 ein neues Album veröffentlicht werden. The Faceless spielen momentan ein neues Lied auf ihrer Tour mit dem Namen The Eidolon Reality. Zudem wurde verkündet, dass man einen neuen Bassisten, Jared Lander, gefunden habe.
Am 6. April 2011 verkündete die Band, dass sie mit Evan Brewer einen neuen Bassisten haben. Kurz danach verkündeten sie auch, dass Sänger Derek Rydquist die Band verlassen hätte und von nun an Geoffrey Ficco der neue Sänger der Band wäre.
Am 4. März 2012 verließ Gitarrist Steve Jones die Band und wurde durch Wes Hauch ersetzt.
Am 14. August 2012 erschien mit Autotheism das dritte Album der Band. Es erreichte Platz 50 der amerikanischen Billboard-Charts.
Am 20. März 2018 verkündeten alle Bandmitglieder bis auf Keene, die Band mit sofortiger Wirkung zu verlassen.

## Stil
Charakteristisch für die Stücke der Band ist die hohe technische Spielweise. Stilprägend sind zudem das tiefe Growling und die hohe Geschwindigkeit der Stücke, die von langsameren, groovenden Passagen unterbrochen werden.

## Diskografie
- 2006: Nightmare Fest (Demo)
- 2006: Akeldama (Album, Sumerian Records)
- 2008: Planetary Duality (Album, Sumerian Records)
- 2012: Autotheism (Album, Sumerian Records)
- 2017: In Becoming a Ghost (Album, Sumerian Records)